# Hua Guofeng
Hua Guofeng (16. februar 1921-20. august 2008) var en kinesisk kommunistisk politiker, der efter Lin Biaos kupforsøg i 1971 blev udnævnt til Mao Zedongs højre hånd.
Ved Maos død i 1976 blev Hua leder af det kommunistiske parti i Kina, men allerede i 1978 mistede han magten til Deng Xiaoping. Han nåede dog at sætte resterne af Firebanden uden for politisk indflydelse.
Huas magtovertagelse betød en ende på Kulturrevolutionen, og han forsøgte uden held at vende tilbage til den Sovjet-inspirerede industripolitik, der var blevet ført før Kulturrevolutionen.
Hua fortsatte i det kinesiske kommunistpartis centralkomite helt frem til 2002.